# 3時のヒロイン
3時のヒロイン（さんじのヒロイン）は、吉本興業（東京本社）所属のお笑いトリオ。2017年結成。女芸人No.1決定戦 THE W3代目チャンピオン。
略称は、3ヒロ。ゆめっちの体調不良による休養に伴い、2022年5月から2023年6月まで、福田麻貴とかなでの二人で活動していた。

## メンバー
福田 麻貴（ふくだ まき、1988年〈昭和63年〉10月10日 - ）（36歳）
ツッコミ・ネタ作り&リーダー担当。身長155cm、体重47kg。血液型O型。
大阪府大阪市住之江区出身。天王寺幼稚園出身。大阪府立住吉高等学校、関西大学商学部を卒業。大阪の下町育ち。実家は道頓堀の雀荘で、幼少の頃は麻雀牌を積木代わりにして遊んでいた。父は福田が生まれてすぐに他界。福田が5歳の時に母が再婚した育ての父（継父）も20歳の時に急逝した。兄（2歳上）は大阪を拠点とする自動車販売店の社長で、本人は憧れているとのこと。
Aマッソとは同郷で、互いの中学校も隣同士かつ共通の友人がいる。
高校・大学とダンスサークルに所属していたためダンスが得意。関西大学ストリートダンスサークル「Soul Beat Crew」出身で、ゆりやんレトリィバァは同サークルの後輩にあたる。つぼみでは常にダンス選抜メンバーに選ばれていた。
これまで実家の雀荘店員から始まり、駅売店、家庭教師、スポーツインストラクター、家事代行、覆面調査員、料理の配達員、トイレの清掃員、飲食店など多くのアルバイトを経験。
よしもと発めっちゃオモロいアイドル『つぼみ（現・つぼみ大革命）』の1期生であり、元メンバー。自称・元リーダー。2014年3月30日卒業。NSC大阪女性タレントコース5期出身（東京校15期及び大阪校32期と同期扱い）。作家としての才能も垣間見せ、つぼみ大革命のワンマンライブのイベント構成やコントの脚本などを担当、プロデューサー的なポジションでもある。第3回『女芸人No.1決定戦 THE W』につぼみ大革命が決勝進出した際のコントも担当した。また他事務所のアイドルや劇団に、コントや芝居の脚本を提供することもある。ネタ作りの際はマンダラートの発想法を用いて考えている。
過去に組んでいたコンビは『やぶさめ（加藤茉奈）』『マキヨ（今井希世）』『アイカギ（グリフォン國松（現・ぐりtoとく））』『キス(山口ゆきえ（現・オトメタチ）)』。
吉本坂46第5次オーディション合格者80名に残り、最終審査まで進むも落選。
あいみょんに容姿が似ており、本人もその自覚故に自身のTwitter投稿で示唆され「まいみょん」として活動することがある。
寝言が凄まじい。『ダウンタウンDX』（日本テレビ）出演時、寝言で『ピョーンピョンピョンピョンピョン…ピョンチャン! ピョンヤン!』と言っていたことを明かした。
2022年1月6日放送『プレバト!!』（毎日放送）にて、俳句査定コーナーで福田麻貴が詠んだ一句「冬天よ 母を泣かせて 来る街か」が夏井いつきから「本物の句が来た! 2021年に発表していたら、俳句タイトル戦冬麗戦に出場していた」と番組史上最大級の賛辞が送られた。
 ゆめっち（1994年〈平成6年〉11月17日 - ）（30歳）
ボケ担当。身長153cm、体重79kg。血液型A型。
本名：溝田 結女（みぞた ゆめ）。
熊本県菊池市出身、私立玉名女子高等学校食物科卒業。調理師免許所持。高校には音楽推薦で入学。高校では携帯電話禁止、テレビも3年間ほとんど観ず（それ故に当時の流行もよくわからなかったとのこと）、ほとんど部活のことしか考えていなかったという寮生活を送る。高校時代は吹奏楽部に所属し、全国大会にて金賞受賞を経験。父はバンドでドラマーをやっていた。姉（1歳上）がトロンボーンをしていたが中学2年生で陸上部に転向したため、その穴埋めのような形でトロンボーンを始めた。バドミントン選手の廣田彩花は同級生。高校時代から「将来の夢」として芸人を意識し、吹奏楽部の顧問の先生と学園祭で漫才を披露したことがある。
特技は歌、マッサージ。趣味はカラオケ。
ファッションやメイク、ネイルが大好き。
ルックスが不思議に日本人離れしているという評判がある。NSCに入学した19歳当時は49kgと痩せており、極めてモテたという。
NSC大阪校36期出身。卒業後は吉本の社員から勧められてすぐ上京。前コンビは女性コンビ『ゆめみがち』で、当時の相方は同期のチカコホンマ（2020年現在は新潟県住みます芸人）。同期の宗安（チェリー大作戦）と付き合っていた時期がある。
亜生（ミキ）率いる「亜生軍団」のメンバー。他のメンバーは兼近大樹（EXIT）、フワちゃん。
本名の結女（ゆめ）が「夢」を連想し、縁起がいいという理由で宝くじ売場でアルバイトをしていた経験があり、購入した客から高額当選者が出たことが何度かある（年末ジャンボで5億、サマージャンボで1億など）。仕事が忙しくなり、アルバイトを辞めた後、その宝くじ売場は閉店していたという。
2022年5月6日、体調不良のため一定期間休養することを発表。2023年6月15日、活動を再開した。
 かなで（1992年〈平成4年〉6月10日 - ）（33歳）
ボケ担当。身長158cm、体重116kg。血液型O型。
本名：上田 奏（うえだ かなで）。
東京都杉並区出身。4人兄弟姉妹の3番目で兄と姉と妹がいる。趣味は映画、演劇鑑賞。桐朋学園芸術短期大学芸術科演劇専攻卒業。短大卒業後は女優として活動していた。特技は10年間続けていたクラシックバレエ。その後もヒップホップダンスなどずっとダンスに関わる。父は大学の先生。実家は豪邸で3棟のアパートと山梨県の別荘を所有している。
『Run for money 逃走中』（フジテレビ）の大ファン。嵐の大ファンでもある。特に好きなのは二宮和也。二宮の出演するドラマでお気に入りは『Stand UP!!』『涙をふいて』『流星の絆』と語っている。
秋葉原にある『ムチぽちゃメイドカフェ Shangrila』で働いている。メイドとしての名義は「速水 丼（はやみ どん）」。漫画『ガラスの仮面』の登場人物である速水真澄からとり、自ら速水丼と名付けた。
NSC東京校20期出身。演技で笑いを獲って気持ち良くなったため、女優からお笑いへ転向した。前コンビは男女コンビ『ハラペコパンジー』。ちなみに元相方は、元カレでもある。ケイダッシュステージ所属のササ（トキヨアキイ）に2回告白してフラれているが、未だにササのことが好き。ササ曰く2時間の間に17回告白されたとのこと。同期の鈴木大介（ブラゴーリ）に13回告白して全てフラれている。
大相撲令和2年1月場所で優勝した德勝龍（木瀬部屋、2023年9月現役引退後は年寄・千田川）のものまねを始めたところ、徳勝龍とその妻が「本当によく似ている」と絶賛した。徳勝龍自身はかなでについて「自分の妹ができたよう。お兄ちゃんみたいな感じで（かなでを）見ている」と語っている。その後バラエティ番組で1度対面を果たしただけだったが、2025年2月1日に両国国技館で開催された德勝龍の断髪式にも招待され、土俵上は女人禁制のため土俵下から德勝龍の髷に鋏を入れた。
『踊る!さんま御殿!!』（日本テレビ）出演時、吉本坂46のオーディションに参加して水着審査があったと発言した際、かなでの体型を見たデヴィ夫人に「よく入った水着があったわね」と驚かれた。

## 来歴・芸風
前のコンビを解散した福田が、吉本主催の演技ワークショップで出会ったかなでとユニットコントのライブで出会ったゆめっちを誘い、2017年1月1日に結成。当初から「こういうトリオにしたい」という構想を持っており、どちらか1人にでも断られたらこの構想は無しにするつもりだった。コンビ志望だったかなでは一度断ったものの、その後思い直して加入した。2018年1月7日、初の単独ライブ「こんな私に恋してくれますか?」をヨシモト∞ホールで開催。
トリオ名は「おやつの時間（午後3時）だけはヒロインだよ」ということに由来する。
ヨシモト∞ホールや神保町花月若手芸人ユニット ゲキノビ!のチーム「ビ」のメンバーとして活動していた。
2019年開催の第3回『女芸人No.1決定戦 THE W』では、1stステージは朝ドラ風のトリオ漫才でハルカラに勝利。最終決戦では失恋ネタのコントで、はなしょーに大差をつけ優勝を果たした。THE Wでのキャッチフレーズは『大中小のトリプルプレー』。決勝のネタで使用したジュリア・マイケルズの『Uh Huh/ア・ハー』は披露後に話題となり、ダウンロードが前日比132倍、ストリーミングでは22倍を記録している。福田によるとTHE Wでこのネタを3年越しに選んだということで「優勝できなくても、これでブレイクしよう」と思い、今回で「アッハーン」を"成仏"させようといった気持ちで行ったという。「お笑い第七世代」の女性芸人の枠にちょうど収まる形となり、2020年上半期のブレイクタレントランキングの1位、年間ランキングでは3位となった。
福田のボケ2人を操るその様子を、松本人志（ダウンタウン）は安田大サーカスをもじって福田大サーカスと表現した。

## 賞レース成績
- M-1グランプリ2017 3回戦進出[42]
- 女芸人No.1決定戦 THE W 2017 準決勝進出
- M-1グランプリ2018 3回戦進出[42]
- 女芸人No.1決定戦 THE W 2018 準決勝進出
- キングオブコント2019 準々決勝進出
- M-1グランプリ2019 3回戦進出[42]
- 女芸人No.1決定戦 THE W 2019 優勝

## 出演

### テレビ
現在のレギュラー
- なるほどプレゼンター!花咲かタイムズ（2021年4月 - 、CBCテレビ） - リポーターとして出演
- タクシー運転手さん一番うまい店に連れてって!（2022年4月7日 - 、テレビ東京）- 乗客として出演
- トークィーンズ（2022年4月7日 - 、フジテレビ）
- 日向坂ミュージックパレード→新・日向坂ミュージックパレード（2024年4月30日 - 、日本テレビ）- MC

現在の不定期出演
- ニノさん（2021年10月 - 日本テレビ）- パネラーとして不定期出演[注 2]

過去のレギュラー
- ウチのガヤがすみません!（2017年9月19日 - 、日本テレビ）- 準レギュラー
- 北海道LIVE〜上士幌町に移住してみた〜（2017年10月11日 - 11月20日、TOKYO MX） - 福田、ゆめっち
- ウケメン（2018年11月24日・12月26日、2019年2月23日・3月28日 - 2020年9月26日、フジテレビ）
- 第7キングダム（2020年4月5日 - 6月21日、日本テレビ）
- おはスタ『きゃらスタ・3時のヒロインのアニポケSHOW』（2020年9月4日 - 、テレビ東京）[43]
- グッとラック!（2020年9月29日 - 2021年3月23日、TBSテレビ） - 火曜レギュラー[注 4]
- トゲトゲTV（2021年3月30日 - 2023年9月21日、テレビ朝日）- 福田のみ
- めざまし8（2021年3月31日 - 2022年3月16日、フジテレビ） - 水曜スペシャルキャスター（福田はコメンテーターも担当）[43][44]
- オトラクション（2021年4月13日 - 、TBSテレビ）- ナレーション（ゆめっち）
- 夜中3時のイケメンサマー（2022年2月17日 - 3月24日・2022年7月1日 - 8月4日・2023年6月29日 - 8月5日、テレビ東京）- 福田のみ
- ポップUP!（2022年4月 - 12月、フジテレビ）- 福田のみ火曜日レギュラー（かなで不定期出演）
- Battle! SMOKE（2022年4月 - 2023年3月、BSよしもと）- MC
- DayDay.（2023年4月14日 - 2025年3月28日、日本テレビ）- 福田のみ隔週金曜レギュラー

特別番組
MCもしくはメインキャスト
- 3時のヒロインmeetsガールズクリエイター（2020年12月8日、日本テレビ）
- Do8（2020年12月13日・20日・26日、2021年3月22日、6月14日・21日、フジテレビ）
- ただ今、コント中。（2020年8月29日・12月29日・2021年7月10日、フジテレビ）
- 3時のヒロインが挑む 巌選!九州「フォトジェ肉」（2021年2月20日、熊本放送）
- 3時のヒロイン&ミルクボーイが挑む! 採れ!獲れ!摂れ!九州とれたて飯（2021年9月20日、熊本放送）
- クリキャン〜3時のヒロイン★プレゼントゲット大作戦〜（2021年12月25日、テレビ新広島）
- 土曜スペシャル まきまきまきの“薪、もらえませんか?”ふれあいキャンプ旅（2023年8月19日、テレビ東京） - 福田のみ、水野真紀、西山茉希と共に出演[45]
- 伏線回収☆ストーリー（2024年6月30日、NHK総合）- MC[46]
- 3か月でマスターするアインシュタイン（2025年7月、Eテレ） - レギュラーのゲストとして福田[47]

### テレビドラマ
福田
- よるドラ「いいね!光源氏くん」第五絵巻（2020年5月2日、NHK総合）- 舞香 役
- 危険なビーナス（2020年10月11日 - 12月13日、TBSテレビ）- 永峰杏梨 役[48]
- マイファミリー 最終話（2022年6月12日、TBSテレビ）[49]
- 月読くんの禁断お夜食 第1話（2023年4月22日、テレビ朝日） - 佐藤 役[50]
- かしましめし 第6話・最終話（2023年5月15日・29日、テレビ東京） - 園田咲 役
- ラストマン-全盲の捜査官- 第3話（2023年5月7日、TBSテレビ） - 風間みどり 役[51]
- 時をかけるな、恋人たち 第4話（2023年10月31日、フジテレビ） - 水戸桜 役[52]
- 婚活1000本ノック（2024年1月17日 - 3月20日、フジテレビ） - 主演・南綾子 役[53][54]
- 大河ドラマ べらぼう〜蔦重栄華乃夢噺〜 第24回（2025年6月22日、NHK） - ウメ 役[55]

かなで
- 監察医 朝顔 第2シリーズ（2021年1月11日、フジテレビ）- 会社員 役
- 俺の家の話 第二話（2021年1月29日、TBSテレビ）-  プリティ原の彼女 役[56]
- イチケイのカラス 第5話（2021年5月3日、フジテレビ）- 頼子 役
- デブとラブと過ちと!（2022年11月7日 - 12月26日、TOKYO MX） - 主演・幸田夢子 役（草川拓弥とW主演）[57]
- ノッキンオン・ロックドドア 第4話（2023年8月19日、テレビ朝日） - 担任教師 役[58]
- 私たちが恋する理由 第6話（2024年11月16日、テレビ朝日） - 中村 役[59]

ゆめっち
- 俺の家の話 第八話（2021年3月12日、TBSテレビ）- 背脂 役
- イチケイのカラス 第5話（2021年5月3日、フジテレビ）- 小百合 役
- 婚活1000本ノック 最終話（2024年3月20日、フジテレビ） - 女将 役
- ザ・トラベルナース 第6話（2024年11月28日、テレビ朝日） - ポプコ / ポプっち 役

### 配信ドラマ
- 安全なビーナス（2020年11月8日・15日、Paravi）- 第3話 永峰杏梨 役（福田）、第4話 花子 役（かなで）[60]
- ショート・プログラム「スプリングコール」（2022年3月1日、Amazon Prime Video）（ゆめっち）[61]
- 山田クソ男の3本ノック（2024年3月20日、FOD） - 南綾子（福田） 役[62]

### 映画
- 火花（2017年11月23日、東宝）
- ミッション・デブポッシブル!（2018年、中国映画、原題：胖子行動隊）- ヤクザの組長の妻・久美子 役（かなで）
- 地獄の花園（2021年5月21日、ワーナー・ブラザース映画）- 大柴 妹 役（かなで）[63][64]
- KAPPEI カッペイ（2022年3月18日、東宝）- 美麗 役（かなで）[65]
- 赤羽骨子のボディガード（2024年8月2日、松竹） - 敷本奈々穂 役（かなで）[66]
- 熊本の彼氏（2025年10月24日公開予定、STREET LABO） - （ゆめっち）[67]

### ライブ
- ゲキノビ!ライブ
- つぼみLIVE 〜おおきに!東西まわれてバンザイツアー〜（2017年7月1日、よしもと幕張イオンモール劇場）全体構成・コントを福田が担当
  - ほか、ヨシモト∞ホールでの若手新ネタ、バトルライブに出演中

### 舞台
- 舞台 増田こうすけ劇場 ギャグマンガ日和 デラックス風味（2016年4月6日 - 10日）- パオ美 役（かなで）
- 舞台 増田こうすけ劇場 ギャグマンガ日和 〜奥の細道、地獄のランウェイ編〜（2017年2月15日 - 21日、ラフォーレミュージアム原宿） - 猪八戒 役（かなで）[68]
- 劇団東京都鈴木区『ラストオーダー90分』（2019年11月4日）日替わりゲスト
- ミュージカル『ジェイミー』（2025年7月、東京建物 Brillia HALL / 8月、大阪新歌舞伎座 / 8月、愛知県芸術劇場 大ホール） - ミス・ヘッジ 役（かなで）[69]

### テレビアニメ
- ポケットモンスター（2020年11月27日、テレビ東京） - 特別出演
  - ヤルキモノのトレーナー - 福田
  - マルノーム - ゆめっち
  - ベロリンガ - かなで
- ポケットモンスター（2023年4月14日、テレビ東京） - 女子生徒 役（かなで）[70]

### 吹き替え
- ミラベルと魔法だらけの家（2021年11月26日、ウォルト・ディズニー・ジャパン）- ルイーサ 役（ゆめっち）[71]
- ウィッシュ（2023年12月15日、ウォルト・ディズニー・ジャパン）（ゆめっち）[72]

### インターネット動画
- 生テレ美笑女図鑑 - 福田[73]
- 生テレかなマキ - 福田[74]
- よしログ30（火曜 20:30 - 21:00）（2018年4月3日 - 、GYAO!）
- 突然ヒロイン〜少女まんがみたいな恋、しよっ!〜（2020年12月5日 - 2021年1月12日、ちゃおチャンネル）[75]
- 大人の恋愛地図 Supported by 東京カレンダー（2021年11月11日 - 25日、ABEMA）- 福田のみ

### ラジオ
- 3時のカイシャイン（2020年12月 - 2021年3月、エフエム群馬）
- 3時のシゴトニン（2021年12月 - 2022年3月、エフエム群馬、福田のみ出演）[76]
- ダイソーPresents 3時のヒロイン プチプラに恋してる（2022年10月9日 - 、RCCラジオ）

### CM
- 東京電力エナジーパートナー「くらしTEPCO」（2020年10月 - 、大泉洋と共演）[77]
- モンデリーズ・ジャパン「リッツ」（2021年3月 - 、ゆめっちのみ。藤田ニコル・Rin音・片岡千之助と共演）[78]
- 丸美屋 お城納豆ひきわり「うっま〜い」キャンペーン（2021年4月 - ）[79]
- 花王
  - ロリエ朝までブロック「朝7時のヒロイン」篇（2021年4月 - ）
  - 「＃さがそう私の休み休み」プロジェクト[注 5]「休み、休みで、いきましょう。」篇（2021年9月 - 、上野樹里・前野朋哉と共演）[80]
- 医療法人社団直悠会 にしたんクリニック
  - 「フラメンコ」篇 （2021年5月24日 - 、錦野旦と共演 ）[81]
  - 「タンバリンダンス」篇 （2021年11月29日 - 、郷ひろみと共演）[82][83]
  - 「サスペンスドラマ」篇 （2023年5月15日 - 、船越英一郎・黒木瞳と共演）[84]
  - 「取り調べ」篇（2024年5月27日 - 、船越英一郎、黒木瞳と共演）[85]。
  - 「YES! にしたんクリニック」篇（2024年11月25日 - 、高須克弥、アンミカと共演）[86]
  - 「NYダンス」篇（2025年5月20日 - 、郷ひろみ、関口メンディー、柏木由紀と共演）[87]
- 日清食品 オシャーメシ「オシャーメシ新発売」篇（2021年9月 - 、ゆめっちのみ）[88]
- 日本スポーツ振興センター「MEGA BIG」（2022年3月 - 、かなでのみ。石田ゆり子と共演）[89]
- ヨシケイ「やみつきダンス」篇（2022年9月）
- アサヒビール「スマドリ」（2023年3月 - 、福田のみ。亜生、小杉竜一、浜田雅功と共演）

### Music Video
- 祭nine.「轟け、獅子太鼓」（2020年11月25日 / 11月3日配信開始） [90][91]
- 犬も食わねぇよ。
  - 「君と明日も（feat. 3時のヒロイン）」
  - 「嫌いだ。（feat. 3時のヒロイン&スパイク）」

### 書籍
- 3時のヒロイン福田麻貴デジタル写真集Radiant Beauty（2025年4⽉25⽇、主婦と⽣活社）[92]

## 脚本

### 映画
- 半径1メートルの君〜上を向いて歩こう〜「とある家のこと」（KATSU-do、2021年2月26日）福田のみ[93]